# Store Damme
Store Damme er en lille by i Fanefjord Sogn på Møn med 552 indbyggere  (2024).
Det meste af byen ligger langs Fanefjordgade, Fanefjord Kirkevej og ved Dammegade. Store Damme ligger i Vordingborg Kommune og hører til Region Sjælland.
Store Damme (eller bare "Damme") er den største bebyggelse i sognet.
Navnet blev tidligere stavet Dame og udtalt " Daam' " af de lokale.
Byen er nævnt 1513, og landsbyen blev udskiftet i 1800. Der var en rytterskole fra 1726 nu Fanefjord Kirkevej 3. En sandstenstavle herfra og en tilsvarende tavle fra rytterskolen i Hårbølle blev flyttet til Fanefjordskolen på Fanefjordgade, da skolen blev opført i 1960.
Et smykkemuseum og Den danske Scenografisamling, Fanefjord Sparekasse, stiftet 1901, en brugs og flere kunsthåndværkere ligger her.
Præstebjerg på 47 m øst for byen er Fanefjord Sogns højeste punkt.
Lille Damme er en mindre, spredt bebyggelse, ca. 2 km vest for Store Damme.